# Championnat d'Irlande de football 1942-1943
Navigation
Édition précédente Édition suivante
Le Championnat d'Irlande de football en 1942-1943. Le championnat est remporté par Cork United pour la troisième fois consécutivement.

## Les 10 clubs participants
- Bohemian Football Club
- Bray Unknowns Football Club
- Brideville Football Club
- Cork United Football Club
- Drumcondra Football Club
- Dundalk Football Club
- Limerick Football Club
- Saint James's Gate Football Club
- Shamrock Rovers Football Club
- Shelbourne Football Club

## Classement
| Rang | Équipe                | Pts | J  | G  | N | P  | Bp | Bc | Diff |
| ---- | --------------------- | --- | -- | -- | - | -- | -- | -- | ---- |
| 1    | Cork United T         | 27  | 18 | 12 | 3 | 3  | 42 | 14 | +28  |
| 2    | Dundalk FC            | 26  | 18 | 11 | 4 | 3  | 40 | 22 | +18  |
| 3    | Drumcondra FC         | 23  | 18 | 9  | 5 | 4  | 47 | 34 | +13  |
| 4    | Shamrock Rovers       | 20  | 18 | 8  | 4 | 6  | 36 | 28 | +8   |
| 5    | Shelbourne FC         | 19  | 18 | 7  | 5 | 6  | 35 | 28 | +7   |
| 6    | Saint James's Gate FC | 18  | 18 | 7  | 4 | 7  | 31 | 30 | +1   |
| 7    | Limerick FC           | 17  | 18 | 8  | 1 | 9  | 41 | 38 | +3   |
| 8    | Bohemian FC           | 16  | 18 | 6  | 4 | 8  | 28 | 34 | -6   |
| 9    | Brideville FC         | 11  | 18 | 3  | 5 | 10 | 25 | 39 | -14  |
| 10   | Bray Unknowns         | 3   | 18 | 1  | 1 | 16 | 14 | 72 | -58  |

| Légende : Qualifications et relégations | Légende : Qualifications et relégations |
| --------------------------------------- | --------------------------------------- |
|                                         | Champion d'Irlande                      |
|                                         | T : Tenant du titre P : Promu           |

## Source
- (en) Alex Graham, Football in the Republic of Ireland : a Statistical Record 1921–2005, Soccer Books Ltd, novembre 2005, 142 p. (ISBN 978-1862231351).